# アルミカン
アルミカンは、松竹芸能所属の女性お笑いコンビ。

## メンバー
マッチョ赤阪（マッチョあかさか、1983年10月13日 - ）（41歳）
本名および旧芸名は赤阪 侑子（あかさか ゆうこ）
ボケ担当。立ち位置は向かって左。
- 兵庫県尼崎市出身。大阪芸術大学芸術学部放送学科卒業。CM製作などの勉強をしていた。
- 身長149cm、体重46kg、スリーサイズはB84cm、W67cm、H84cm。血液型A型。姉がいる。
- 趣味は舞台観賞、映画鑑賞。ペットははちわれ猫。
- 中学・高校は中高一貫の女子校に在学。中学生の頃の部活は競技かるた部。この頃の部活動がきっかけでかるた、百人一首好きになる。高校生の頃の部活動は吹奏楽部でホルン担当。ダウンタウン厳禁の家庭で育つ。
- 就職活動では内定がもらえず、大学卒業後は同じ大学で教授の手伝いのような仕事をしていた。とても内気な性格だったことから、就職するためにはこれをまず直さないとと思ったことが、松竹芸能タレントスクールに入学したきっかけだった。同スクールに入学した当時は梅田ロフトに契約社員として勤務していたという。　
- 祖母の実家がかつて銭湯だったこともあり、銭湯検定3級と温泉ソムリエの資格を取得。2020年に銭湯検定2級を受けたが落ちたという。
- 小学3年生の時に髪を切った後に急に天然パーマが伸び出してきて、ちょうどその頃から眼鏡も掛け始めたことで今に近いような顔になっていった。
- 小学生の頃は宝塚歌劇団が好きで家族と一緒によく観劇に通っていた。歌も宝塚のものばかり聴いていたので、当時の世間で流行りの曲などもよく知らなかった。
- 後輩のミサト（芸人）と仲がいい。生娘（2020年12月時点）。
- 副乳がある事をラジオ番組内で公表している。
- コンビを組んでみたい芸人ベスト5は、1位田中卓志（アンガールズ）、2位いとうあさこ、3位相田周二（三四郎）、4位近藤春菜（ハリセンボン）、5位よじょう（ガクテンソク）。
- 似ている芸能人として2021年10月3日放送の『アルミカンのチラリズム』（KBS京都ラジオ）内で松雪泰子、仲間由紀恵、深津絵里をあげている。この件とは別であるが、2022年1月3日の連続テレビ小説『カムカムエヴリバディ』にエキストラ出演した際には、主演の深津絵里と並んで映っている。
- 兵庫県神崎郡福崎町で2022年に開催された「夏休みだ!妖怪ベンチと一緒に!SNSフォトコンテスト」にプライベートで参加し、「妖怪で賞」を獲得した。そして同年、同町のかっぱキャラクターで妖怪の「ガジロウ」と似ていることから、公認のガジロウの妹「ガジ子」として同町のふるさと大使に任命された。
- 38歳の時に、お世話になっている放送作家から筋力トレーニングを勧められる。2023年8月11日に大阪市内で行われた「関西・大阪ボディビル選手権第40回大阪女子フィジーク選手権大会」に出場して2位。この2日後の8月13日には、兵庫県尼崎市内で行われた「第48回尼崎ボディビル・フィジーク選手権大会」に出場して「女子フィジーク」で優勝、同時に「新人賞」と「特別賞（森山杯）」も受賞。フィジーク大会への出場はこれらが初出場だった。相方の高橋だけが女性としてもてはやされているのを横で見ているうちに自信を失い、また高橋が結婚したことで、華やかな人生に対する「恨み辛み嫉み」を感じて一念発起して2023年に入ってからジム通いを始め、本格的にボディビルの大会を目指して調整してきたという。筋肉が付いたら元気に見えて芸人としてのキャラクターも変わり、コンビ仲が良くなるなど相方との関係性にも変化が出て来たという。そして赤阪自身が中心となって松竹芸能内で「松竹ボディビル部」を立ち上げている。
- 重度障害訪問介護従事者の資格を取得している。

さおりん（1988年10月15日 - ）（36歳）
本名および旧芸名は高橋 沙織（たかはし さおり）
ツッコミ担当。立ち位置は向かって右。
- 身長161cm、体重49kg。スリーサイズはB85cm、W61cm、H88cm。
- 血液型はO型。
- 7歳下の妹がいる。
- 北海道釧路市で生まれ、生後1年ほどで札幌へ移り10歳まで育ち、父の転勤で小学校5・6年時は京都に住んでいた。母の出身が神戸ということもあり、中学校から兵庫県神戸市に移り、公式プロフィールでは出身地は神戸市としている。神戸市立御影中学校、兵庫県立神戸高等学校を経て、神戸大学発達科学部（現：神戸大学国際人間科学部）人間表現学科臨床・感性表現論コースを卒業。大学では教育心理学を学ぶ。卒業論文のテーマは「コントにおける笑いの因子に関する研究」だった。
- 6歳の時に母親と一緒に神戸へ帰省した時に阪神・淡路大震災に遭遇。強烈な揺れの為に母の実家は半壊し、両隣の家が倒壊する中で祖母、母と沙織本人は助かった。沙織はその翌年の冬、再び神戸へ帰省した際に被災地を観察して回り、自分の考察を纏めた日記やアルバムなどを制作し、それを自由研究の課題として学校に提出したという。
- 小学生の頃、札幌市の大通公園でスカウトされたことがきっかけで、子役モデルとして活動していた。最初は大勢の前で演技するのが恥ずかしかったり、目立ったりすることが嫌だったが、つかこうへいの劇団の子役オーディションで最終選考まで残ることが出来たことで自信が付いたということで、芝居をやりたい気持ちが出始めて学芸会で主役をやるなど目立ちたがりな子に変わった。
- 大学2年生の時に松竹芸能タレントスクール入学。学費が安いのと、授業が週1回で学校と両立出来ると思ったこと、同じ松竹にもオセロ（当時）など女芸人が居るということが松竹芸能に決めた理由だったという。
- 血液型は、松竹芸能HP公式プロフィールではA型、アルミカン高橋オフィシャルブログではO型となっているが、2021年5月7日に自身のYouTubeチャンネルでの生配信中に視聴者からの質問に答える形で、O型であると発表された。
- 趣味は演劇観賞。高校生時代の部活動は演劇部。演劇部でもコントをやっており、その参考としてコントのDVDを見るうちに「めっちゃ面白い」と思い、それまでお笑いに興味がなかったがお笑いにハマり、観客が感動しているのかわからない演劇よりも、コントは短くて、笑いがくる反応がわかりやすかったということから、コントに特化した方が面白そうだと思いお笑いに目覚めた。なお、中学生の頃の部活は美術部。バイブルは漫画『めぞん一刻』。
- けん玉が得意な他、容姿について「桐谷美玲と本田望結を足して2で割った感じ」と赤阪が他己紹介していたことがある。
- アルバイトで家庭教師の仕事もしていたという。
- 「早坂くるえ」名義でR-1ぐらんぷりに出場しフリップ芸を披露したこともある。元々は先輩の松原タニシが主宰する「劇団タノシイ」の第9回公演『見守りたいぜ』（2010年11月10・11日）で演じたアイドルの役柄で、2011年にはタニシの思いつきから大阪のライブハウス「難波ベアーズ」で開催されたアイドル発掘プロジェクト「10minutes」に「早坂くるえ」としてエントリーし、公演で使用した曲「見つめてパイン」などを歌い決勝大会に進出。優勝は逃したが審査員の「安斎レオ賞」を受賞した。
- 『週刊現代』2015年3月21日号で、初めてグラビアに臨んだ。大反響につき、4月11日号で前回紹介しきれなかったショットを再び披露。ひと月に二度の掲載は異例。
- 謎解きが好き。番組でオリジナルの謎解きを出題することも増え、2020年8月1日にYouTubeチャンネル「さおりんの謎解きCH」を立ち上げる。
- 2021年2月7日放送 の『パネルクイズ アタック25』（朝日放送テレビ）芸能人大会に出場、獲得パネル11枚で優勝した。
- コンビを組んでみたい芸人ベスト5は、1位河邑ミク、2位石原祐美子（チキチキジョニー）、3位向山マネージャー、4位ヒコロヒー、5位稲田美紀（紅しょうが）。
- 2021年6月5日放送の『週末ライブ キモイリ!』（KBS京都テレビ）生放送中に人工芝スノーボードの体験レポートで転倒し、腰椎の圧迫骨折をしたために入院。退院は6月14日、舞台復帰は7月4日、コルセットが外れたのは9月3日であり、最後の通院は11月5日であった。骨折から入院の様子はアルミカンのYouTubeで詳細に話している。
- 2022年6月5日放送の、『アルミカンのチラリズム』（KBS京都ラジオ）内で、同月1日に気象予報士の資格取得のために通っていた学校で知り合った1歳上の国内線パイロットの一般男性と結婚したことを発表した。同年12月18日に結婚式を挙行。

## 略歴・概説
高橋が神戸大学在学中の時から活動を開始。同期には村瀬みちゃこらがいる。
コンビ名は「アルミ缶」に2人の好物である「みかん」と「未完」とを掛けている。女だからと舐められたくないと思い、コンビ名として女か男かわからないような名前を付けた。高橋から誘って結成に至ったもので、相方を赤阪に選んだ理由に「自分を活かすと考えた時に、かわいい子やめっちゃブスとかは組みたくないし、消去法やけど、変わった雰囲気やし、並んだ時にバランスいいかな」と思ったことだった。赤阪がこの誘いを受けた時はちょうど愛犬が亡くなって落ち込んでいた頃だったが「このタイミングはペペ（愛犬）が巡り合わせてくれたんや」とこの結成話を大事にしようと思い直した。
自己紹介するときはまず赤阪が行い、アルミカンのことを「私は髪が黒い方、高橋は腹黒い方」や、「見た目の悪い赤阪と中身の悪い高橋」などの2人にとって自虐的なギャグを言い、そこに高橋がツッコミを入れるパターンである。
結成は2009年10月30日。初舞台は通天閣劇場TENGEKIであり台詞覚えが悪く声が出ない赤阪が小さい声でブツブツ言いながら調理し、高橋が鶏肉役で火に入り"アツ"など高橋だけがしゃべるシュールなコントを演じたという。結成から3年間はコントを行っていたが、マネジャーには不評でありコントは辞めるように言われ漫才へと進む。漫才へと進むと2012年に新設された関西演芸しゃべくり話芸大賞で準グランプリ、2013年の関西演芸しゃべくり話芸大賞でグランプリを獲得する。その後も2014年、2016年、2017年、2018年、2019年上方漫才大賞新人賞でノミネートされるなど漫才で頭角を現した。　
ネタはコント、漫才ともに演じている（ytv漫才新人賞 2012年ROUND3 11位）。ネタは基本的に高橋が作っているが、アイデアは二人で出し合って一緒に作っているという。「セクシー南京玉すだれ」のネタを2013年5月26日放送の「日10☆演芸パレード」で披露し、全国ネット番組デビューを果たした。
2013年10月19日、「第2回 関西演芸しゃべくり話芸大賞」グランプリ受賞。
2024年12月6日、この日開催された結成15周年記念単独ライブ『桃栗三年柿八年アルミカン十五年』の舞台上で、赤阪は『マッチョ赤阪』へ、高橋は『さおりん』へ個々の芸名を改名したことを発表。
ロケの仕事が多く、2025年の『芸人〇〇-1グランプリ』（日本テレビ）にて「年間ロケ回数4位」にランクインされた。
2人とも京都サンガF.C.のサポーターである。

## 賞レース成績
- 2012年 関西演芸しゃべくり話芸大賞 準グランプリ
- 2013年 関西演芸しゃべくり話芸大賞 グランプリ
- 2015年 M-1グランプリ 3回戦進出
- 2016年 M-1グランプリ 2回戦進出
- 2017年 M-1グランプリ 3回戦進出
- 2017年 女芸人No.1決定戦 THE W 準決勝進出
- 2018年 M-1グランプリ 2回戦進出
- 2019年 M-1グランプリ 3回戦進出
- 2020年 M-1グランプリ 2回戦進出[39]
- 2021年 M-1グランプリ 2回戦進出
- 2022年 M-1グランプリ 2回戦進出
- 2023年 M-1グランプリ 3回戦進出
- 2024年 M-1グランプリ 3回戦進出

## 出演

### テレビ
現在の出演番組
- SUNNY TIME(KBS京都)
- 勇さんのびわ湖バイタル研究所（KBS京都、あいコムこうか）- レギュラー
- ひょうご発信！（サンテレビ）不定期出演
- HITMON！！（関西テレビ）不定期出演
- ヒトサラ劇場【料理が苦手な人でも「フライパン一つ」で手軽に本格料理♪】　(MBS)

過去の出演番組
- 週末ライブ キモイリ!（KBS京都）- 週替わりで中継担当として出演。　2019年4月6日の初回放送から出演し、最後の出演は2022年7月23日の最終回であった。　なお高橋は2021年6月5日の人工芝スノーボードの体験レポート中に転倒し、腰椎圧迫骨折の怪我を負う。
- バラエティー生活笑百科（NHK大阪）-　2017年11月4日より準レギュラーとして出演　最終出演は2022年4月9日の番組最終回であった。
- ゲツ→キン（eo光チャンネル）金曜日
- しっとこ!（テレビ大阪） - レギュラー
- あほやねん!すきやねん!（NHK大阪）- 高橋のみ、2009年度 - 2011年度金曜日中継レポーター
- 8時です!生放送!!火曜日!（ジェイコムウエスト）- レギュラー
- 走る男女子部（KBS京都 他 独立局）- 高橋のみレギュラー
- S-コンセプト ニッポン!農業研究所（関西テレビ）- 高橋のみ、当番組独自の農業アイドルユニット「農ドル」の1人で出演
- オンナの進化論（テレビ大阪）- 高橋のみ
- おちゃのこsaisai（ジェイコムウエスト）- レポーターとして隔週レギュラー出演
- ますだおかだのオモログ（関西テレビ）- レギュラー
- おやかまっさん（KBS京都）水曜日
- CunE!（読売テレビ）- 高橋のみ　2018年5月23日まで
- おとな釣り倶楽部（eo光チャンネル）- 高橋のみ（月1）

単発出演
- 列島ニュース（NHK 2024/6/27,7/23, 9/4）- 高橋のみ
- ニュース きん5時（NHK 2023/11/3,11/10, 2024/1/12,2/16,3/1）- 高橋のみ
- クイズプレゼンバラエティー Qさま!!（テレビ朝日 2023/1/23,2/27,5/15,9/25,2024/8/19）- 高橋のみ
- 地下アイドルオーディション#ぶっと美テレビ 番外編vol.2（KBS京都 2022/12/17）
- 京都で楽しむ温泉紀行～心と体を癒す旅～（KBS京都 2022/11/26）
- とっておき!朝から笑タイム（NHK大阪 2022/10/1）
- 文化庁京都移転特別番組チェックｔｈｅカルチャー（KBS京都 2022/9/25）
- 【京都サンガF.C.特別番組】地域みんなで輝け！～京都から日本、そして世界へ。～（KBS京都 2022/9/24）
- 上方演芸ホール（NHK大阪）
- アサスマ!（サンテレビ）
- 宝くじ ドカーンと1500万円スペシャル 〜京都版〜（KBS京都）
- 日10☆演芸パレード（毎日放送、2013年5月26日）
- ほっとネットベイコム（ベイ・コミュニケーションズ）
- ぶらばん。（姫路ケーブルテレビ）
- とんねるずのみなさんのおかげでした『博士と助手〜細かすぎて伝わらないモノマネ選手権〜』（フジテレビ）
  - 2013年12月26日（第19回）は赤阪のみ初出場
  - 2014年7月3日（第20回）は赤阪・高橋が別々に出場
  - 2016年12月22日の特別編「第3回紅白モノマネ合戦」出場

- オンバト+（NHK総合、2014年1月18日）NHK大阪放送局収録回。433KBを獲得し初出場初オンエア。
- 得ネタ学園ハンター 〜こんな青春見ぃつけた!（eo光テレビ）
- モノクラ〜ベ（BSスカパー!、シーズン3、第4回放送分、2015年5月31日）
- 新春生放送!東西笑いの殿堂2017（NHK総合、2017年1月3日）
- あらびき団夏祭り2017（TBS、2017年7月13日）
- パネルクイズ アタック25芸能人大会（朝日放送テレビ、2021年2月7日）高橋のみ
- 世界一短いネタ番組 15ビョーーーン（テレビ東京）- 2021年6月6日、赤阪のみ「ホラーに見える松雪泰子」のものまねで出演。

### テレビドラマ
- クロシンリ 彼女が教える禁断の心理術（関西テレビ/BSフジ、2021年6月 第7～8話に赤阪のみ出演）
- カムカムエヴリバディ（NHK、2022年1月3日 エキストラ出演）[8]

### CM
- 高須クリニック（2017年 - ） - 当初は赤阪のみだったが、後に高橋も出演。

### 劇場アニメ
- 燃える仏像人間（2013年） - 小坊主役（高橋のみ）

### ラジオ
レギュラー出演
- アルミカンのチラリズム（KBS京都ラジオ、2021年10月3日 - 、毎週日曜22:00 - 22:30） 
- アルミカンの今夜も勝負パンツ（ラジオ大阪、2017年4月5日 - 2019年3月27日　毎週水曜日23:30 - 翌1:00 / 2019年4月2日 - 2020年9月29日 毎週火曜日22:00 - 11:00） - 初の冠番組
- 森脇健児の遊・わーく・ウィークリー（ラジオ関西）- 高橋のみ
- 角座演芸アワー〜道頓堀から生放送!〜（ラジオ関西）
- 寺谷一紀のまいど!まいど!（ラジオ関西）- 月1回レギュラー出演
- こんにちは ツキムラです。（ラジオ関西）- 赤坂のみ
- 高須クリニックpresemts Yes!ミュージック・カルテX（朝日放送ラジオ） 
  - 高須クリニックpresemts Yes!ミュージック・カルテDX （2018年10月 - 、毎週月曜日0:30 - 1:30〈日曜日深夜〉）

- 山下純一とアルミカンの今夜もバリアフリーFUNK（ラジオ大阪）
  - ①2018年12月25日 AM 3:00 - 5:00
  - ②2019年12月25日 AM 3:00 - 5:00
  - ③2020年5月25日 AM 1:00 - 2:00
    - この回は民放連ラジオ近畿地区審査会におけるラジオ教養番組部門の1位となり、2020年の全ラジオ局の番組中から『2020年日本民間放送連盟賞・ラジオ番組準グランプリ』を受賞。年末年始を中心に全民放局で特別番組として放送された。

  - ④2020年12月25日 AM 3:00 - 5:00
  - ⑤2021年12月25日 AM 3:00 - 5:00

単発出演
- Nestlé presents CHEER UP! MORNING（FM大阪、TOKYO FM、2018年2月17日・24日、2019年9月28日）
- WELFARE group presents それU.K.!! ミライbridge（FM大阪、2019年10月6日）
- 上方演芸会(NHKラジオ第1放送)

         2022年1月15日-北海道豊頃町-
         2022年6月4日-兵庫県福崎町-
         2023年3月11日-和歌山県日高川町-
         2023年7月1日-徳島県吉野川市-
         2023年12月2日-大分県豊後高田市-
         2024年2月10日-京都府宇治市-
         2024年6月22日-高知県香南市-)
- マイメロディのマイメロセラピー(FM大阪、2022年1月21日) - 赤阪のみ
- マイメロディのマイメロセラピー(FM大阪、2022年2月18日) - 高橋のみ
- ま〜ぶる！チキチキ遠藤 Nami乗りジョニー(KBS京都ラジオ、2024年1月3日) - チキチキジョニーの代役
- 山下純一のバリアフリーFUNK(ラジオ大阪、2024年9月7日,9月14日) - 赤阪のみ

### インターネット
- アルミTube（YouTube）
- さおりんの謎解きCH（YouTube）
- 松女アカン部屋（Ustream）- 隔週月曜日22:00 - 23:00
- イロイロジカケ（Ustream）- 隔週月曜日22:00 - 23:00（2014年4月 - ）
- アルミカンのとにかく売れたいねん!（テレ朝動画）- 毎週水曜日20:00 (2015年1月28日 - 2015年11月11日)

### ライブ
- イロイロジカケ（2014年5月6日 - ）
- 〜ナツミカン〜（2013年8月24日、第1回単独ライブ）
- 〜ミカンバコ〜（2014年3月1日、第2回単独ライブ）
- ハラスメント!!（2014年8月、11月 有野晋哉と共演）
- 〜まるごとミカン〜（2015年3月8日、第3回単独ライブ）
- 漫才サミット2016（2016年2月6日、単独ライブ）
- 今年こそは2017（2017年2月26日、単独ライブ）
- 漫才女（2018年3月24日、単独ライブ）
- 漫才女2019（2019年3月3日、単独ライブ）
- 桃栗三年柿八年 アルミカン十年～漫才独演会～（2019年10月12日、単独ライブ）
- 私たちは女子から嫌われるタイプの女芸人です（2020年10月11日、紺野ぶるま / 河邑ミクと共演）
- 漫才女（2021年3月20日、単独ライブ）
- 桃栗三年柿八年 アルミカン十二年～漫才独演会～（2021年11月3日、単独ライブ）
- アルミクンがぶるえる夜に（2022年8月20日、紺野ぶるま / 河邑ミクと共演）
- 漫才女（2022年11月26日、単独ライブ）
- 私たちの名は。（2023年11月25日、単独ライブ）
- 桃栗三年柿八年アルミカン十五年（2024年12月6日、結成15周年記念単独ライブ）